# The County Medical Examiners
A The County Medical Examiners (jelentése: A megyei törvényszéki orvosok) amerikai goregrind együttes.

## Története
2001-ben alakultak meg. Az egyetlen céljuk, hogy a Carcass korai albumainak hangzását visszaadják. Különlegességként megemlítendő, hogy a zenekar tagjai valóban orvosi ranggal rendelkeznek.
Az eredeti felállás a következő volt: Dr. Morton Fairbanks – éneklés, gitár, Dr. Jack Putnam – dob, éneklés, Michelle Hayes – basszusgitár, ének. Hayes az első nagylemezük megjelentetése után kiszállt a zenekarból, hogy orvosi iskolára menjen. Helyére Dr. Guy Radcliffe került.
Először egy demót jelentettek meg 2001-ben, első nagylemezüket ugyanebben az évben adták ki. 2003-ban készítettek egy split lemezt a General Surgery-vel, 2004-ben még egy EP is kikerült tőlük, 2007-ben pedig a második stúdióalbumuk is megjelent. Sosem koncerteznek.
Mivelhogy orvosokból álló együttesről van szó, témáikhoz tartoznak szakmai ügyek is.

## Tagjai
- Dr. Jack Putnam – dobok, ének (2001-)
- Dr. Morton Fairbanks – ének, gitár, basszusgitár (2001-)
- Dr. Guy Radcliffe – ének, basszusgitár

Korábbi tagok
- Michelle Hayes – basszusgitár, ének (2001-2002)

## Diszkográfiájuk
- Fetid Putrescent Whiffs (demó, 2001)
- Forensic Fugues and Medicolegal Medleys (nagylemez, 2001)
- General Surgery/The County Medical Examiners Split (2003)
- Reeking Rhapsodies for Chorale, Percussion and Strings (EP, 2004)
- Olidous Operettas (nagylemez, 2007)